# Pieve di Teco
Pieve di Teco (en ligur Céve) és un comune italià, situat a la regió de la Ligúria i a la província d'Imperia. El 2015 tenia 1.338 habitants.

## Geografia
Pieve di Teco s'estén en un tram pla per sota de la vall mitja del riu Arroscia, a la confluència amb el riu Fanghi i en els contraforts del mont Frascinello (1.120 m). Té una superfície de 40,51 km² i les frazioni d'Acquetico, Calderara, Lovegno, Moano, Muzio, Nirasca,Trovasta. Limita amb Armo, Aurigo, Borghetto d'Arroscia, Borgomaro, Caprauna, Caravonica, Cesio, Pornassio, Rezzo i Vessalico.

## Evolució demogràfica
| Gràfica d'evolució de Pieve di Teco entre 1861 i 2011 |
|                                                       |
| Font: ISTAT                                           |